# Zsuzsa Csákány
Zsuzsa Csákány (anhörenⓘ; * 11. September 1949 in Budapest) ist eine ungarische Filmeditorin. 

## Leben und Werk
Csákány studierte von 1971 bis 1974 an der Universität für Theater- und Filmkunst in Budapest. Zum ersten Mal für den Filmschnitt war sie 1973 verantwortlich in einem Kurzfilm von Dóra Maurer, für einen Spielfilm 1977 in Spinnenfußball von János Rózsa. 
Bis 2011 arbeitete sie als Editorin für rund 45 überwiegend in Ungarn produzierte Filme. Zwischen 1980 und 2008 war sie an sechs Filmen István Szabós als Editorin beteiligt.
Zsuzsu Csákány war von 1981 bis zu dessen Tod 2014 mit dem ungarischen Filmregisseur Miklós Jancsó verheiratet. Ihr gemeinsamer Sohn ist der Filmeditor Dávid Jancsó.

## Filmografie (Auswahl)
- 1981: Mephisto
- 1985: Oberst Redl
- 1988: Hanussen